# بيير فرانشيسكو ساكي
بيير فرانشيسكو ساكي (بالإيطالية: Pier Francesco Sacchi) كان رسامًا إيطاليًا نشطًا خلال فترة عصر النهضة، وعُرف بنشاطه الفني ما بين عامي 1512 و1520.

## السيرة
وُلد ساكي في مدينة باڤيا شمال إيطاليا، وعمل لاحقًا في جنوى حيث التحق بنقابة الرسامين هناك في عام 1520.
في عام 1512، رسم لوحته المعروفة بعنوان "وداع القديس يوحنا المعمدان لوالديه" لصالح مصلى أوراتوريو سانتا ماريا في مدينة جنوى، والتي تُعد من أبرز أعماله الباقية.

## الأسلوب الفني
اتبع ساكي أسلوب الرسام الإيطالي كارلو مانتينيا، حيث تأثر بتقنياته في التكوين الدرامي والتظليل، وبتصوير المشاهد الدينية ذات الطابع التأملي.